# Szicíliai Epikharmosz
Szicíliai Epikharmosz (latinul: Epicharmus, i. e. 6–5. század) görög komédiaköltő. 

## Élete
Körülbelül i. e. 540-ben született Kósz szigetén. Apja orvos volt, és Epikharmosz születése után három hónappal a szicíliai Megarába költözött. Epikharmosz i. e. 485-ig él itt, ezért kapta a „Szicíliai” melléknevet. Ekkor a szürakuszai türannosz, Gelón foglalta el a várost, és a lakosok nagy részével együtt Epikharmosz is áttelepült Szürakuszaiba. I. e. 450 körül halt meg. Szürakuszai bronzszobrot állított a tiszteletére, amelynek talapzatára Theokritosz írt egy epigrammát.
Nagy hatással volt rá Aiszkhülosz, Pindarosz és Szimonidész. Egyes adatok szerint fiatalkorában az akkor még szektaként működő püthagoreusok közé tartozott, ezenkívül apja mesterségét, az orvoslást is folytatta. Legismertebb tevékenysége mégis a vígjátékírás volt. Harminchét (35 és 45 darab közti művet szoktak neki tulajdonítani) darabjából csak elenyésző mennyiségű töredék maradt fenn.
Vígjátékainak elgondolkodtató fejtegetései miatt a kor filozófusai is kedvelték, így például Platón. Egyes szerzők a hét bölcs között említik.

## Említései ókori forrásokban
Epikharmosz életére vonatkozóan a legfontosabb forrásokat az ókori, illetve a korai bizánci forrásokban elszórt töredékes említések teszik. A mai filológia 29 ilyen töredékes említést ismer, ezek közül néhány:
1. Szuda-lexikon: „Epikharmosz, Titürosz vagy Khimarosz és Székisz fia, a szirakúzai, vagy a szikánok Krasztosz nevű városából való. Ő találta fel a komédiát Szirakúzában, Phormosszal együtt. Előadatott 52 drámát, vagy ahogy Lükón mondja 35-öt. Vannak, akik azt írják, hogy ő Kósz szigetéről való, és azoknak a görögöknek az egyike, akik Kadmosszal érkeztek Szicíliába. Mások szerint ő szamoszi, ismét mások viszont a szicíliai Megarából valónak állítják. A perzsa háborúk előtt 6 évvel (Kr. e. 480) darabokat adott elő Szirakúzában.”
2. Arisztotelész, Poétika: „A mesét összeállítani Epikharmosz és Phormisz kezdte. Ez a (meseösszeállítás) kezdettől fogva Szicíliából indult ki.”
3. Arisztotelész, Poétika: „Emiatt követelik a dórok maguknak a tragédiát és a komédiát, éspedig a komédiát a megarabeliek, akik részben attikaiak, és akiknél ez a demokrácia idejében keletkezett, részben pedig a szicíliaiak, mert ott a költő Epikharmosz sokkal előbb élt Khionidésznél és Magnésznél.”
4. Diogenész Laertiosz: „Epikharmosz, Helóthalész fia, kószi. Ő hallgatta Pöthagoraszt. Három hónapos korában a szicíliai Megarába vitték, innen Szirakúzába, ahogyan ő ezt irataiban mondja. Szobrán a következő felirat van: Amint a hatalmas ragyogó nap túlszárnyalja csillagokat, és amint a tenger hatalma nagyobb a folyamokénál, azt állítom, hogy Epikharmosz annyira kitűnik bölcsességével ő, akit a szirakúzaiak közt koszorúzott meg hazája. Hátrahagyott iratokat, amelyekben a természetről, az erkölcsösségről és orvostudományi dolgokról beszélt. Hátrahagyott iratainak egy része parasztikhidionokat tartalmazott, amelyekkel határozottan kimondja, hogy övéi azok az írások. 90 évig élt.”
5. Diomedes: „Vannak, akik azt akarnák mondani, hogy Epikharmosz Kósz szigetén, száműzetésének idején először terjeszette ezt az éneket, és így Kószról nevezték el a komédiát.”
6. Iamblikhosz: „A külső hallgatók közt volt Epikharmosz is, de nem a beavatottak gyülekezetében. Ő megérkezve Szirakúzába, mivel nyíltan filozofálni Hierón zsarnoksága miatt gyűlöletes volt, versbe kényszerítette emberekről való gondolatait, tréfa kíséretében titkon fejezte ki Püthagorasz tételeit.”
7. Iamblikhosz: „Fizikai dolgok tekintetében, akik valami említésre méltót alkottak, elsőként Empedoklész és az eleai Parmenidész említhetők meg, akik az egész életre vonatkozó bölcs mondást akarnak, Epikharmosz bölcsességét idézik, és majdnem valamennyi filozófus birtokába veszi azokat.”
8. Partheniosz: „Ettől kezdve Hierón uralkodott Szirakúzában az athéni Kharész arkhón idejében (Kr. e. 472 - Kr. e. 471). Epikharmosz, a költő volt az ő kortársa.”
9. Alexandriai Klemész: „Timaiosz azt mondja, hogy Xenophanész Hierón fejedelem és a költő Epikharmosz idejében élt.”
12. Ismeretlen szerző Kr. e. 3. század körül a komédiáról írott műve: „A szirakúzai Epikharmosz volt az első, aki a megvetett komédiát megszerezve magának, sok buzgalmat és művészetet fordítva rá. A 73. olimpia idejében élt (Kr. e. 488 - Kr. e. 485), költészetében gnómikus, leleményes és művészi. 40 drámája maradt, azokból állítólag hamis négy.”